# Nonsensmutation
Nonsensmutation är en mutation som innebär att ett baspar hos DNA förändras så att istället för den aminosyra som skulle kodas, så introduceras ett stoppkodon vilket terminerar translationen och ger upphov till en trunkerad proteinprodukt. Detta leder till att de flesta mutationer ger icke fungerande protein.